# Dietmar Koszewski
Dietmar Koszewski (ur. 26 lipca 1967 w Berlinie Zachodnim) – niemiecki lekkoatleta, płotkarz, medalista mistrzostw Europy w 1990, olimpijczyk. Do czasu zjednoczenia Niemiec reprezentował Republikę Federalną Niemiec.

## Kariera sportowa
Odpadł w półfinale biegu na 60 metrów przez płotki na halowych mistrzostwach Europy w 1989 w Hadze. Na kolejnych halowych mistrzostwach Europy w 1990 w Glasgow zajął w tej konkurencji 4. miejsce.
Zdobył brązowy medal w biegu na 110 metrów przez płotki na mistrzostwach Europy w 1990 w Splicie, przegrywając tylko z Brytyjczykami Colinem Jacksonem i Tonym Jarrettem. 
Od 1991 startował w reprezentacji zjednoczonych Niemiec. Na mistrzostwach świata w 1991 w Tokio odpadł w eliminacjach tej konkurencji, a na halowych mistrzostwach Europy w 1992 w Genui w półfinale biegu na 60 metrów przez płotki.
Odpadł w półfinale biegu na 110 metrów przez płotki na igrzyskach olimpijskich w 1992 w Barcelonie i również w półfinale biegu na 60 metrów przez płotki na halowych mistrzostwach świata w 1993 w Toronto.
Zwyciężył w biegu na 110 metrów przez płotki na uniwersjadzie w 1993 w Buffalo. Zajął 7. miejsce w finale tej konkurencji na mistrzostwach świata w 1993 w Stuttgarcie.
Był mistrzem RFN (do 1990) i Niemiec (od 1991) w biegu na 110 metrów przez płotki w 1989 i 1993 oraz wicemistrzem w latach 1988 i 1990–1992. W hali zdobył w biegu na 60 metrów przez płotki złoty medal w 1993, srebrny medal w 1990 i brązowy medal w 1989. 
Rekordy życiowe Koszewskiego:
- bieg na 110 metrów przez płotki – 13,41 s (28 lipca 1990, Hamburg)
- bieg na 60 metrów przez płotki (hala) – 7,55 s (27 lutego 1993, Sindelfingen)